# Azzurra Promosport Brindisi 1995-1996
La Azzurra Promosport Brindisi 1995-1996, sponsorizzata Mercatone Uno, prende parte al campionato italiano dilettanti di B di Eccellenza, girone B a 12 squadre. Chiude la stagione regolare all' ultimo posto con 8V e 14P, 1914 punti fatti e 1967 punti subiti, si salva nella poule retrocessione giungendo prima con 8V e 4P, 1040 punti fatti e 989 punti subiti.

## Storia
La stagione 1995/1996 vede la promozione da assistente a ruolo di primo allenatore di Coach Giovanni Rubino. Viene allestito un roster in economia con molti giocatori brindisini. Vengono infatti prelevati il play Maurizio Greco dall' Olimpia Basket Matera e l'ala Luigi Minghetti dalla Virtus Mesagne, sempre dalla Virtus Mesagne a stagione in corso il pivot Raffaele Mastrorosa e infine Cristiano Di Serio dalla Libertas Francavilla a sostituire l'infortunato Giovanni Parisi. Vengono ceduti Paolo Della Corte alla Libertas Lecce, Enrico Di Pol a Silvi Marina, Mauro Procaccini all'U.S. Campli, Gianvito Tinella a Francavilla e Angelo Milone ad Ostuni.
Miglior marcatore della stagione, a livello di intera B Eccellenza, è Giuseppe Frascolla con 833 punti in 34 partite, seguito da Domenico Castellitto con 625 punti in 33 partite e Giuseppe Natali con 429 punti in 34 partite. A livello giovanile la formazione juniores si qualifica per le finali nazionali di Forlì.

## Roster
| Azzurra Brindisi 1995/1996 | Azzurra Brindisi 1995/1996 |
| Giocatori                  | Staff tecnico              |
| -------------------------- | -------------------------- |

| N. | Naz.              | Ruolo | Nome                              | Anno | Alt.   | Peso |  |
| -- | ----------------- | ----- | --------------------------------- | ---- | ------ | ---- |  |
|    | Italia (bandiera) | P     | Giangiovanni Parisi               | 1973 | 182 cm |      |  |
|    | Italia (bandiera) | P     | Maurizio Greco                    | 1966 | 182 cm |      |  |
|    | Italia (bandiera) | P     | Cristiano Di Serio (dal 12/11/95) | 1976 | 171 cm |      |  |
|    | Italia (bandiera) | G     | Giuseppe Frascolla                | 1962 | 194 cm |      |  |
|    | Italia (bandiera) | A     | Domenico Castellitto              | 1967 | 198 cm |      |  |
|    | Italia (bandiera) | G     | Luigi Minghetti ()                | 1969 | 192 cm |      |  |
|    | Italia (bandiera) | AG    | Giancarlo Zizza                   | 1974 | 202 cm |      |  |
|    | Italia (bandiera) | AG    | Andrea Loriga                     | 1973 | 201 cm |      |  |
|    | Italia (bandiera) | C     | Giuseppe Natali                   | 1961 | 205 cm |      |  |
|    | Italia (bandiera) | G     | Antonio Labate                    | 1977 | 190 cm |      |  |
|    | Italia (bandiera) | G     | Cosimo Corlianò                   | 1977 | 186 cm |      |  |
|    | Italia (bandiera) | P     | Francesco Salvemini               | 1977 | 179 cm |      |  |
|    | Italia (bandiera) | A     | Francesco Rizzo                   | 1977 | 195 cm |      |  |
|    | Italia (bandiera) | A     | Cristian Ventruto                 | 1977 | 197 cm |      |  |
|    | Italia (bandiera) | A     | Eduardo Passante                  | 1974 | 200 cm |      |  |
|    | Italia (bandiera) | A     | Lorenzo Mastrorosa                | 1977 | 182 cm |      |  |

| Allenatore                         |
| - Giovanni Rubino                  |
| Assistente/i                       |
| - Rino Rodi Legenda - (C) Capitano |

## Risultati

### Stagione Regolare
| Arbitri: | Auriemma (Napoli) Letizia (Caserta) |

|                                         |       |                                      |
| Frascolla 29, Castellitto 27, Parisi 14 | Punti | De Ambrosi 19, Spinetti 16, Croce 11 |

| Arbitri: | Ursi (Livorno) Capurro (Reggio Calabria) |

|                                 |       |                                        |
| Marino 19, Busca 17, Farinon 10 | Punti | Frascolla 11, Castellitto 10, Natali 9 |

| Arbitri: | Terreni (Livorno) Duranti (Pisa) |

|                                        |       |                                         |
| Brigo 15, Pigliafreddo 15, Sbaragli 10 | Punti | Frascolla 17, Castellitto 13, Loriga 13 |

| Arbitri: | Bollini (Bologna) Castellari (Bologna) |

|                                        |       |                                         |
| Frascolla 31, Castellitto 24, Zizza 13 | Punti | Giarletti 21, Pedrazzini 16, Graberi 14 |

| Arbitri: | Terranova (Roma) Fumo (Roma) |

|                                    |       |                                         |
| Zaghi 32, Valerio 15, Graziani 13, | Punti | Castellitto 32, Natali 22, Frascolla 18 |

| Arbitri: | Vaccarini (La Spezia) Mazzanti (Livorno) |

|                                         |       |                                |
| Frascolla 28, Castellitto 15, Natali 10 | Punti | Vella 16, Zorzi 15, Lovatti 13 |

| Arbitri: | Nava (Milano) Fumagalli (Cantù) |

|                                         |       |                                        |
| Di Monte 35, Casalvieri G. 18, Vozza 14 | Punti | Frascolla 28, Castellitto 15, Greco 13 |

| Arbitri: | Zinzi (Pavia) Del Monaco (Roma) |

|                                         |       |                                    |
| Frascolla 32, Castellitto 22, Natali 17 | Punti | Zucchi 21, Cassì 21, Marcovaldi 16 |

| Arbitri: | Sorato (Mestre) Chiari (Treviso) |

|                                       |       |                                         |
| Fantozzi 27, Gigena S. 21, Podestà 18 | Punti | Castellitto 29, Frascolla 26, Loriga 13 |

| Arbitri: | Fabretti (Pozzuoli) Lo Monaco (Marsala) |

|                                        |       |                                    |
| Frascolla 27, Castellitto 27, Zizza 11 | Punti | Tirelli 16, Palmieri 16, Masini 15 |

| Arbitri: | Florian (Treviso) Gori (Carmignano) |

|                                    |       |                                       |
| Maran 16, Favero 16, Centofanti 15 | Punti | Frascolla 33, Castellitto 15, Zizza 8 |

| Arbitri: | Di Modica (Ragusa) Neve (Milano) |

|                                  |       |                                             |
| Cossa 25, Rosignano 19, Loker 15 | Punti | Castellitto 19, Frascolla 16, Mastrorosa 11 |

| Arbitri: | Duranti (Pisa) Moscariello (Formia) |

|                                           |       |                                      |
| Di Serio 22, Castellitto 21, Frascolla 17 | Punti | Busca 16, Della Libera 16, Marino 14 |

| Arbitri: | Fumo (Roma) Terranova (Roma) |

|                                           |       |                                      |
| Frascolla 26, Castellitto 16, Di Serio 15 | Punti | Brignoli 21, Brigo 14, Ferraretti 13 |

| Arbitri: | Capurro (Reggio Calabria) Di Paolo (Chieti) |

|                                      |       |                           |
| Graveri 14, Giarletti 14, Peretti 13 | Punti | Castellitto 30, Natali 20 |

| Arbitri: | Corti (Milano) Vaccarino (Busto Arsizio) |

|                                         |       |                                   |
| Frascolla 36, Castellitto 22, Natali 14 | Punti | Zaghi 35, Valerio 24, Graziani 20 |

| Arbitri: | Gori (Carmignano) Fumagalli (Cantù) |

|                                        |       |                                         |
| Patricelli 22, Vella 20, Procaccini 13 | Punti | Frascolla 34, Natali 17, Castellitto 12 |

| Arbitri: | Grassi (Roma) Terreni (Livorno) |

|                                        |       |                                         |
| Frascolla 23, Natali 15, Mastrorosa 12 | Punti | Casalvieri G. 32, Di Monte 23, Tasso 18 |

| Arbitri: | Turri (Milano) Duranti (Pisa) |

|                                         |       |                                        |
| Marcovaldi 33, Passarelli 30, Zucchi 23 | Punti | Castellitto 18, Frascolla 18, Greco 11 |

| Arbitri: | Furlotti (Roma) Barbini (Milano) |

|                                           |       |                                     |
| Frascolla 30, Di Serio 20, Castellitto 18 | Punti | S.Gigena 28, Fantozzi 19, Burini 19 |

| Arbitri: | Bollini (Bologna) Castellani (Bologna) |

|                                     |       |                                         |
| Tirelli 20, Morrone 19, Tedeschi 16 | Punti | Frascolla 31, Natali 14, Castellitto 12 |

| Arbitri: | Regine (Formia) Zinzi (Pavia) |

|                          |       |                                |
| Frascolla 38, Natali 26, | Punti | Maran 28, Totaro 23, Trotti 21 |

### Poule Retrocessione
| Arbitri: | Polizzi (Trapani) Di Paolo (Chieti) |

|                                        |       |                                         |
| Castellitto 32,Frascolla 31, Natali 12 | Punti | Casalvieri G. 35, Di Monte 27, Tasso 13 |

| Arbitri: | Gori (Carmignano) Castellari (Bologna) |

|                                     |       |                                         |
| Livella 18, Ragionieri 17, Bigot 17 | Punti | Castellitto 21, Natali 17, Frascolla 16 |

| Arbitri: | Sorato (Mestre) Chiari (Treviso) |

|                                   |       |                                         |
| Filippi 32, Moffa 25, Beghelli 21 | Punti | Frascolla 25, Castellitto 17, Loriga 13 |

| Arbitri: | Basso (Treviso) Casolich (Monfalcone) |

|                                         |       |                                   |
| Frascolla 29, Castellitto 17, Natali 12 | Punti | Totaro 15, Maran 11, Crastolla 10 |

| Faenza 27 marzo 1996 5ª giornata                                                                      | C.A. Faenza | 89 – 96                                 | Azzurra Brindisi |  |
| \| \| \| \| \| Greco 31, Fontana 19, Mikula 14 \| Punti \| Frascolla 31, Natali 23, Castellitto 13 \| |             |                                         |                  |  |
| |             |                                         |                  |  |
| Greco 31, Fontana 19, Mikula 14                                                                       | Punti       | Frascolla 31, Natali 23, Castellitto 13 |                  |  |

| Arbitri: | Vaccarino (Varese) Paternicò (Enna) |

|                                         |       |                                      |
| Natali 24, Frascolla 18, Castellitto 16 | Punti | Trevisan 20 De Piccoli 17, Veneri 13 |

| Arbitri: | Chiari (Treviso) Mazzanti (Livorno) |

|                                         |       |                                    |
| Di Monte 25, Casalvieri G. 19, Tasso 14 | Punti | Frascolla 20, Natali 14, Loriga 12 |

| Arbitri: | Furlotti (Roma) Barretta (Mestre) |

|                                         |       |                                    |
| Parisi 16, Frascolla 14, Castellitto 14 | Punti | Livella 20, Soragna 16, Coccoli 14 |

| Arbitri: | Fabretti (Napoli) Letizia (Caserta) |

|                                         |       |                                   |
| Natali 20, Castellitto 18, Frascolla 16 | Punti | Moffa 21, Filippi 20, Beghelli 15 |

| Arbitri: | Vella (Milano) Barbieri (Mestre) |

|                                    |       |                                         |
| Trotti 29, Centofanti 17, Maran 16 | Punti | Castellitto 32, Frascolla 27, Natali 15 |

| Arbitri: | Sorato (Mestre) Bombino (Milano) |

|                                         |       |                                   |
| Frascolla 20, Natali 18, Castellitto 16 | Punti | Greco 20, Berlati 14, Niccolai 11 |

| Arbitri: | Corti (Milano) Torresani (Milano) |

|                                      |       |                                         |
| Rolando 17, De Piccoli 16, Milani 10 | Punti | Frascolla 30, Castellitto 21, Natali 12 |

## Statistiche

### Statistiche di squadra
| Competizione                        | Punti | In casa | In casa | In casa | In casa | In casa | In trasferta | In trasferta | In trasferta | In trasferta | In trasferta | Totale | Totale | Totale | Totale | Totale | Totale |
| Competizione                        | Punti | G       | V       | P       | PF      | PS      | G            | V            | P            | PF           | PS           | G      | V      | P      | PF     | PS     | DIF    |
| ----------------------------------- | ----- | ------- | ------- | ------- | ------- | ------- | ------------ | ------------ | ------------ | ------------ | ------------ | ------ | ------ | ------ | ------ | ------ | ------ |
| B di Eccellenza Stagione regolare   | 16    | 11      | 7       | 4       | 1014    | 953     | 11           | 1            | 10           | 900          | 1014         | 22     | 8      | 14     | 1914   | 1967   | -53    |
| B di Eccellenza Poule retrocessione | 16    | 6       | 5       | 1       | 508     | 444     | 6            | 3            | 3            | 532          | 545          | 12     | 8      | 4      | 1040   | 989    | +51    |
| TOTALE                              | 32    | 17      | 12      | 5       | 1522    | 1397    | 17           | 4            | 13           | 1432         | 1559         | 34     | 16     | 18     | 2954   | 2956   | -2     |

### Statistiche dei giocatori
| Giocatore      | Generali | Generali | Generali | Generali | Tiri liberi | Tiri liberi | Tiri liberi | Tiri da due | Tiri da due | Tiri da due | Tiri da tre | Tiri da tre | Tiri da tre | Tiri Totale | Tiri Totale | Tiri Totale | Rimbalzi | Rimbalzi | Rimbalzi | Palle | Palle | Stoppate | Val    | Medie | Medie |
| Giocatore      | PG       | PTI      | MIN      | AS       | Rea         | Ten         | %           | Rea         | Ten         | %           | Rea         | Ten         | %           | Rea         | Ten         | %           | Dif      | Off      | Tot      | Per   | Rec   | Dat      | Totale | Pun   | Val   |
| -------------- | -------- | -------- | -------- | -------- | ----------- | ----------- | ----------- | ----------- | ----------- | ----------- | ----------- | ----------- | ----------- | ----------- | ----------- | ----------- | -------- | -------- | -------- | ----- | ----- | -------- | ------ | ----- | ----- |
| G.Frascolla    | 34       | 833      | 1172     | 11       | 187         | 236         | 79,2        | 143         | 253         | 56,5        | 120         | 289         | 41,5        | 263         | 542         | 48,5        | 108      | 30       | 138      | 61    | 60    | 7        | 660    | 24,5  | 19,4  |
| D. Castellitto | 33       | 625      | 1114     | 8        | 139         | 185         | 75,1        | 135         | 217         | 62,2        | 72          | 190         | 37,9        | 207         | 407         | 50,9        | 85       | 21       | 106      | 82    | 46    | 7        | 464    | 18,9  | 14,1  |
| G. Natali      | 34       | 429      | 926      | 7        | 72          | 128         | 56,2        | 177         | 261         | 67,8        | 1           | 3           | 33,3        | 178         | 264         | 67,4        | 113      | 58       | 171      | 84    | 56    | 4        | 441    | 12,6  | 13,0  |
| A. Loriga      | 34       | 204      | 605      | 3        | 56          | 91          | 61,5        | 74          | 133         | 55,6        | 0           | 0           | 0,0         | 74          | 133         | 55,6        | 117      | 47       | 164      | 43    | 22    | 12       | 268    | 6,0   | 7,9   |
| C. Di Serio    | 21       | 167      | 493      | 31       | 50          | 73          | 68,5        | 45          | 68          | 66,2        | 9           | 24          | 37,5        | 54          | 92          | 58,7        | 19       | 5        | 24       | 66    | 29    | 4        | 128    | 8,0   | 6,1   |
| G.Zizza        | 25       | 153      | 461      | 3        | 23          | 41          | 56,1        | 65          | 99          | 65,7        | 0           | 0           | 0,0         | 65          | 99          | 65,7        | 67       | 26       | 93       | 24    | 28    | 2        | 203    | 6,1   | 8,1   |
| L. Minghetti   | 30       | 137      | 460      | 2        | 27          | 41          | 65,9        | 37          | 72          | 51,4        | 12          | 29          | 41,4        | 49          | 101         | 48,5        | 33       | 13       | 46       | 22    | 24    | 3        | 124    | 4,6   | 4,1   |
| R. Mastrorosa  | 23       | 112      | 419      | 3        | 18          | 25          | 72,0        | 47          | 86          | 54,7        | 0           | 0           | 0,0         | 47          | 86          | 54,7        | 52       | 29       | 81       | 27    | 17    | 7        | 147    | 4,9   | 6,4   |
| M. Greco       | 26       | 94       | 510      | 49       | 28          | 40          | 70,0        | 9           | 22          | 40,9        | 16          | 40          | 40,0        | 25          | 62          | 40,3        | 11       | 7        | 18       | 50    | 18    | 0        | 80     | 3,6   | 3,1   |
| G. Parisi      | 11       | 83       | 238      | 12       | 26          | 38          | 68,4        | 18          | 30          | 60,0        | 7           | 12          | 58,3        | 25          | 42          | 59,5        | 24       | 3        | 27       | 32    | 22    | 0        | 83     | 7,5   | 7,5   |
| E. Passante    | 23       | 60       | 222      | 1        | 16          | 21          | 76,2        | 22          | 40          | 55,0        | 0           | 0           | 0           | 22          | 40          | 55,0        | 34       | 13       | 47       | 12    | 15    | 2        | 90     | 2,6   | 3,9   |
| A. Labate      | 19       | 24       | 113      | 1        | 8           | 19          | 42,1        | 8           | 15          | 53,3        | 0           | 5           | 0,0         | 8           | 20          | 40,0        | 6        | 3        | 9        | 8     | 5     | 0        | 8      | 1,3   | 0,4   |
| C. Corlianò    | 3        | 16       | 38       | 1        | 4           | 7           | 57,1        | 6           | 11          | 54,5        | 0           | 2           | 0,0         | 6           | 13          | 46,2        | 2        | 1        | 3        | 4     | 3     | 0        | 9      | 5,3   | 3,0   |
| C. Ventruto    | 13       | 12       | 52       | 0        | 3           | 5           | 60,0        | 3           | 12          | 25,0        | 1           | 3           | 33,0        | 4           | 15          | 26,7        | 4        | 3        | 7        | 5     | 0     | 1        | 2      | 0,9   | 0,2   |
| F. Rizzo       | 6        | 3        | 15       | 0        | 0           | 1           | 0,0         | 0           | 1           | 0,0         | 1           | 6           | 16,7        | 1           | 7           | 14,3        | 1        | 0        | 1        | 2     | 1     | 0        | -4     | 0,5   | -0,7  |
| F. Salvemini   | 5        | 2        | 12       | 0        | 0           | 2           | 0,0         | 1           | 4           | 25,0        | 0           | 2           | 0,0         | 1           | 6           | 16,7        | 1        | 1        | 2        | 3     | 2     | 1        | -3     | 0,4   | -0,6  |
| TOTALE SQUADRA | 34       | 2954     | 6850     | 132      | 657         | 953         | 68,9        | 790         | 1324        | 59,7        | 239         | 605         | 39,5        | 1029        | 1929        | 53,3        | 677      | 260      | 937      | 525   | 348   | 50       | 2700   | 86,9  | 79,4  |

## Fonti
- La Bibbia del Basket 1996
- Guida ai campionati di Basket LNP 97